# Ковали (Крым)
Ковали́ (до начала 1960-х Вави́лово, до 1948 года Коджангу́л; укр. Ковалі, крымскотат. Qocanğul, Къоджангъул) — исчезнувшее село в Красногвардейском районе Республики Крым, располагавшееся на северо-востоке района, в степной части Крыма, примерно в 2 км к востоку от села Новопокровка.

## История
Первое документальное упоминание села встречается в Камеральном Описании Крыма… 1784 года, судя по которому, в последний период Крымского ханства Кожункул входил в Карасубазарский кадылык Карасубазарского каймаканства. После присоединения Крыма к России (8) 19 апреля 1783 года, (8) 19 февраля 1784 года, именным указом Екатерины II сенату, на территории бывшего Крымского Ханства была образована Таврическая область и деревня была приписана к Перекопскому уезду. После Павловских реформ, с 1796 по 1802 год, входила в Акмечетский уезд Новороссийской губернии. По новому административному делению, после создания 8 (20) октября 1802 года Таврической губернии, Каджангут был включён в состав Кокчора-Киятской волости Перекопского уезда.
По Ведомости о всех селениях в Перекопском уезде состоящих с показанием в которой волости сколько числом дворов и душ… от 21 октября 1805 года в деревне Каджангут числилось 9 дворов и 71 житель, исключительно крымские татары. На военно-топографической карте генерал-майора Мухина 1817 года деревня Качамкуль обозначена с 13 дворами. После реформы волостного деления 1829 года селение, согласно «Ведомости о казённых волостях Таврической губернии 1829 года», отнесли к Айтуганской волости (переименованной из Табулдинской). На карте 1836 года в деревне 14 дворов. Затем, видимо, вследствие эмиграции крымских татар в Турцию, деревня опустела и на карте 1842 года обозначена условным знаком «малая деревня», то есть менее 5 дворов.
В 1860-х годах, после земской реформы Александра II, деревню включили в состав Айбарской волости. В «Списке населённых мест Таврической губернии по сведениям 1864 года», составленном по результатам VIII ревизии 1864 года, Коджангул — татарская деревня с 9 дворами, 74 жителями и мечетью при колодцахъ. По обследованиям профессора А. Н. Козловского начала 1860-х годов, вода в колодцах деревни была пресная «…и не глубокая, всего 4 сажени» (8 м). На трехверстовой карте Шуберта 1865—1876 года Коджангул обозначен с 14 дворам. В «Памятной книге Таврической губернии 1889 года» по результатам Х ревизии 1887 года записан Коджангул Григорьевской волости, с 14 дворами и 79 жителями.
После земской реформы 1890 года Коджангул отнесли к Тотанайской волости. Согласно «…Памятной книжке Таврической губернии на 1892 год», в селе Коджангул, приписанном только к волости, без сельского общества, было 44 жителя в 6 домохозяйствах. По «…Памятной книжке Таврической губернии на 1900 год» в деревне числилось 99 жителей в 12 дворах. По Статистическому справочнику Таврической губернии. Ч.II-я. Статистический очерк, выпуск пятый Перекопский уезд, 1915 год, в деревне Коджангул (Чергеева) Тотанайской волости Перекопского уезда числилось 18 дворов с татарским населением в количестве 6 человек приписных жителей и 144 «посторонних».
После установления в Крыму Советской власти и учреждения 18 октября 1921 года Крымской АССР, в составе Джанкойского уезда был образован Курманский район, в состав которого включили село. В 1922 году уезды получили название округов. 11 октября 1923 года, согласно постановлению ВЦИК, в административное деление Крымской АССР были внесены изменения, в результате которых был ликвидирован Курманский район и село включили в состав Джанкойского. Согласно Списку населённых пунктов Крымской АССР по Всесоюзной переписи 17 декабря 1926 года, в селе Коджангул, Ново-Покровского сельсовета Джанкойского района, числилось 28 дворов, из них 26 крестьянских, население составляло 138 человек, все татары, действовала татарская школа. Постановлением Президиума КрымЦИКа «Об образовании новой административной территориальной сети Крымской АССР» от 26 января 1935 года был создан немецкий национальный (лишённый статуса национального постановлением Оргбюро ЦК КПСС от 20 февраля 1939 года) Тельманский район (с 14 декабря 1944 года — Красногвардейский) и село включили в его состав. По данным всесоюзной переписи населения 1939 года в селе проживало 163 человека.
В 1944 году, после освобождения Крыма от фашистов, согласно постановлению ГКО № 5859 от 11 мая 1944 года, 18 мая крымские татары были депортированы в Среднюю Азию. 12 августа 1944 года было принято постановление № ГОКО-6372с «О переселении колхозников в районы Крыма» по которому в район из областей Украины и России переселялись семьи колхозников, а в начале 1950-х годов последовала вторая волна переселенцев из различных областей Украины. С 25 июня 1946 года селение в составе Крымской области РСФСР. Указом Президиума Верховного Совета РСФСР от 18 мая 1948 года, Коджангул переименовали в Вавилово. 26 апреля 1954 года Крымская область была передана из состава РСФСР в состав УССР. Время включения в Новопокровский сельсовет пока не установлено: на 15 июня 1960 года село уже числилось в его составе. К 1968 году Вавилово переименовали в Ковали в период (согласно справочнику «Крымская область. Административно-территориальное деление на 1 января 1968 года» — с 1954 по 1968 год), но, скорее всего, переименование произошло при укрупнении районов 30 декабря 1962 года, когда в одном районе оказалось 2 села Вавиливо. Ликвидировано также к 1968 году, как село Новопокровского сельсовета.

### Динамика численности населения
| - 1805 год — 71 чел. - 1864 год — 74 чел. - 1889 год — 79 чел. - 1892 год — 44 чел. | - 1900 год — 99 чел. - 1915 год — 6/144 чел. - 1926 год — 138 чел. - 1939 год — 163 чел. |